# Driven by Fate
Driven by Fate è un cortometraggio muto del 1915 diretto da John G. Adolfi.

## Produzione
Il film fu prodotto dall'Independent Moving Pictures Co. of America (IMP).

## Distribuzione
Distribuito dall'Universal Film Manufacturing Company, il film - un cortometraggio in tre bobine - uscì nelle sale cinematografiche USA il 13 agosto 1915.